# Юстін Гогма
Юстін Гогма (нід. Justin Hoogma, нар. 11 червня 1998, Енсхеде) — нідерландський футболіст, захисник клубу «Гоффенгайм 1899».

## Клубна кар'єра
Народився 11 червня 1998 року в місті Енсхеде у родині футболіста Ніко-Яна Гогми. Оскільки з 1998 року батько грав за німецький «Гамбург», Гогма провів ранні роки свого життя у цій країні у містечку Кальтенкірхен і саме там почав грати у футбол. Після повернення батька в Нідерланди, сім'я оселилася в Олдензалі і Юстін приєднався до академії «Твенте».
2015 року Гогма перейшов у «Гераклес» (Алмело) і з кінця сезону 2015/16 став залучатися до основної команди. 6 березня 2016 року дебютував у Ередивізі у поєдинку проти НЕКа, вийшовши на заміну на 44-ій хвилині замість Рамона Зомера. У сезоні 2016/17 він відіграв без замін усі 34 матчі чемпіонату, ставши наймолодшим гравцем, який не пропустив жодної хвилини в повному сезоні Ередивізі.
13 червня 2017 року перейшов у німецький «Гоффенгайм 1899», підписавши чотирирічний контракт. Втім на початках виступав виключно за дублюючу команду. У першій команді дебютував 2 листопада 2017 року в матчі групового етапу Ліги Європи проти «Істанбул Башакшехіра» (1:1).

## Виступи за збірні
2016 року дебютував у складі юнацької збірної Нідерландів, взяв участь у 4 іграх на юнацькому рівні.
З 2016 року залучався до складу молодіжної збірної Нідерландів. На молодіжному рівні зіграв у 9 офіційних матчах.

## Статистика виступів

### Статистика клубних виступів
| Сезон                         | Команда                       | Чемпіонат                     | Чемпіонат | Чемпіонат | Національний кубок | Національний кубок | Національний кубок | Континентальні кубки | Континентальні кубки | Континентальні кубки | Інші змагання | Інші змагання | Інші змагання | Усього | Усього | Усього |
| Сезон                         | Команда                       | Ліга                          | Ігор      | Голів     | Ліга               | Ігор               | Голів              | Ліга                 | Ігор                 | Голів                | Ліга          | Ігор          | Голів         | Ігор   | Голів  |        |
| ----------------------------- | ----------------------------- | ----------------------------- | --------- | --------- | ------------------ | ------------------ | ------------------ | -------------------- | -------------------- | -------------------- | ------------- | ------------- | ------------- | ------ | ------ | ------ |
| 2015–16                       | «Гераклес» (Алмело)           | E                             | 2+1       | 0         | КН                 | -                  | -                  | -                    | -                    | -                    | -             | -             | -             | 3      | 0      |        |
| 2016–17                       | «Гераклес» (Алмело)           | E                             | 34        | 0         | КН                 | 3                  | 0                  | ЛЄ                   | 1                    | 0                    | -             | -             | -             | 38     | 0      |        |
| Усього за «Гераклес» (Алмело) | Усього за «Гераклес» (Алмело) | Усього за «Гераклес» (Алмело) | 36+1      | 0         |                    | 3                  | 0                  |                      | 1                    | 0                    |               | -             | -             | 41     | 0      |        |
| 2017–18                       | «Гоффенгайм 1899»             | БЛ                            | 0         | 0         | КН                 | 0                  | 0                  | ЛЧ+ЛЄ                | 0+2                  | 0                    | -             | -             | -             | 2      | 0      |        |
| 2017–18                       | «Гоффенгайм 1899 ІІ»          | РЛ                            | 13        | 0         | -                  | -                  | -                  | -                    | -                    | -                    | -             | -             | -             | 13     | 0      |        |
| Усього за кар'єру             | Усього за кар'єру             | Усього за кар'єру             | 49+1      | 0         |                    | 3                  | 0                  |                      | 3                    | 0                    |               | -             | -             | 56     | 0      |        |